# El juego de Arcibel
El juego de Arcibel es una película argentina dramática de 2003 coescrita y dirigida por Alberto Lecchi y protagonizada por Darío Grandinetti y Diego Torres. El lema de la película es "Un juego puede cambiar la historia". En la filmación participaron actores de España, Cuba, Chile, México y Argentina. Fue estrenada el 29 de mayo de 2003.

## Argumento
La historia comienza en un país sudamericano ficticio llamado República de Miranda, un país controlado por un régimen totalitario y con diversos problemas: corrupción, pobreza, prostitución infantil, etc., y donde además se libra una guerra. Arcibel Alegría (Darío Grandinetti) es un viejo preso que está dentro de un refugio subterráneo junto con un oficial militar, que observa en un mapa del país los movimientos del enemigo como un juego de estrategia. El oficial le ordena a Arcibel sentarse al escritorio frente a él, saca un arma y, fuera de escena, se produce un disparo. A partir de entonces el relato se mueve años atrás, cuando Arcibel trabajaba en la prensa escribiendo notas de ajedrez, un campo por el cual no era muy respetado. Arcibel tenía una hija, pero la madre de ésta no lo dejaba verla hasta que él no fuera capaz de mantenerlas con otro empleo más lucrativo.
Una noche en que Arcibel vuelve a su casa, es arrestado por una nota de ajedrez que se traspapeló y terminó en la primera plana del diario para el que trabaja, siendo interpretada por las paranoicas autoridades como un ataque cifrado al régimen del país. Arcibel es encarcelado y aprende a comunicarse con su compañero de celda por medio de golpes en las paredes. Los presos resultan ser presos políticos, con distintas ideologías: revolucionarios, prosoviéticos, socialistas, etc. Los presos delatores son constantemente acosados por los demás. Estando en la cárcel, Arcibel se entretiene jugando al ajedrez con otro prisionero, mientras se acostumbra al lugar. Se mantiene calmado usando un libro de Budismo Zen. Varios años después recibe una visita de su hija, Rosalinda, quien creía que había muerto. Ella trabajaba en la prensa escribiendo crucigramas y horóscopos y está dispuesta a liberarlo, pero él le dice que no, por su seguridad. Mientras se encuentra en la cárcel Arcibel sueña seguido con una chica que había visto antes de entrar a prisión.
El general Abalorios, líder del país, llama a elecciones democráticas, pero sin embargo gana por el 75%. Llega el momento en el que todos los presos políticos son liberados, pero por un error burocrático Arcibel no aparece en la lista y pasa a ser considerado "un preso común" y continúa cumpliendo su injusta condena. Conoce luego a Pablo (Diego Torres), su nuevo compañero de celda. Arcibel le enseña a Pablo a jugar al ajedrez, leer y escribir. Al no poder Pablo entender cómo funciona la guerra, Arcibel inventa un juego a partir de un mapa de Miranda, utilizando azar, estrategia y simulaciones de situaciones reales. De esa foarma Pablo aprende cada vez más sobre guerra de guerrillas y estrategia, la cual va refinando al incorporar cambios propios al juego.
Luego de algunos años, Arcibel encuentra una manera de ayudar a Pablo a escapar. Con pelusas que van recogiendo de la lavandería fabrican un traje de custodio falso y Pablo escapa junto al hombre que lleva la ropa sucia afuera de la cárcel, al hacerse pasar por uno de los uniformados. Ya en libertad, se reúne con Rosalinda. Arcibel es llevado a aislamiento por su ayuda a Pablo, y después de un largo es llevado frente al oficial del gobierno militar Ezequiel Abalorios. Abalorios le informa a Arcibel que Pablo ha creado un grupo revolucionario que se ha levantado contra la dictadura y sigue las mismas reglas del juego que Arcibel inventó. Abalorios le exige a Arcibel que le enseña a jugar una copia de «El juego de Arcibel» para aprender a enfrentar al grupo guerrillero, a cambio de no lastimar a su hija. Los dos comienzan a jugar el juego, con Arcibel derrotando en el mismo a Abalorios mientras los rebeldes se acercan cada vez más a la capital del país.
Durante uno de los ataques finales al régimen Pablo muere, convirtiéndose en un mártir y un símbolo de la esperanza en Miranda. Abalorios informa de la muerte de pablo a Arcibel mientras los revolucionarios toman la capital y se acercan a la cárcel. Se repite la escena del principio, dejando claro que Abalorios (sabiendo que sería capturado) se suicida frente a Arcibel. Afuera se declara la libertad de Miranda. Arcibel sale hacia afuera desapercibido, debido a que un guardia de la prisión le exige a punta de pistola tomar su ropa, y por lo tanto este último es recibido como si fuera el famoso Arcibel, cuyo rostro era desconocido para casi todo Miranda, y llevado en andas por las calles mientras los revolucionarios cantan victoriosos y liberan a todos los presos de la cárcel. Arcibel se reencuentra con su hija Rosalinda a las afueras de la prisión y va a pasear por Miranda con ella y su nieto, el hijo de Pablo y de Rosalinda, mientras las personas a su alrededor festejan.